# Битка при Тенедос
Битката при Тенедос се е провела през 86 пр.н.е. между флотите на Римската република и Понтийското царство. Римската флота е под командването на Лукул и побеждава водената от Неоптолем флота на Понт, която охранява Дарданелите.